# Coliseum Theater
Pour l’article ayant un titre homophone, voir Coliseum Theatre.
Le Coliseum Theater est une ancienne salle de cinéma américaine à Seattle, dans l'État de Washington. Premier édifice de ce genre dans la ville lorsqu'il ouvre le 8 janvier 1916, il est inscrit au Registre national des lieux historiques depuis le 7 juillet 1975. Il est aujourd'hui utilisé comme magasin sous enseigne Banana Republic.

## Galerie

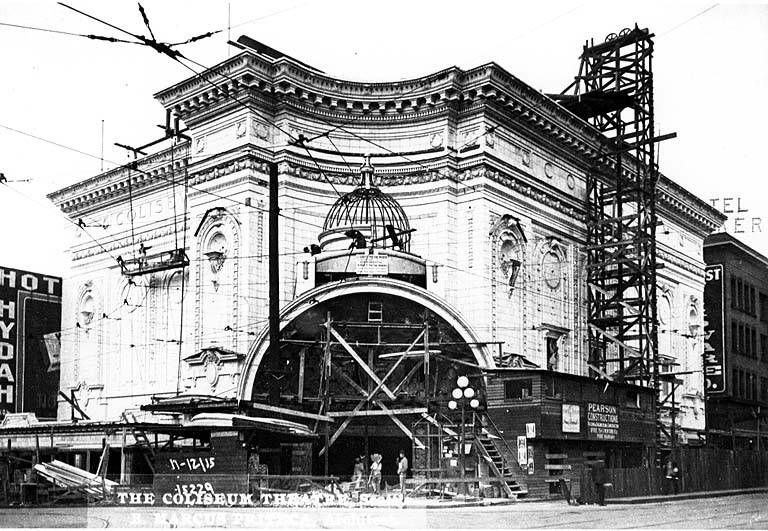
Construction de la salle en novembre 1915
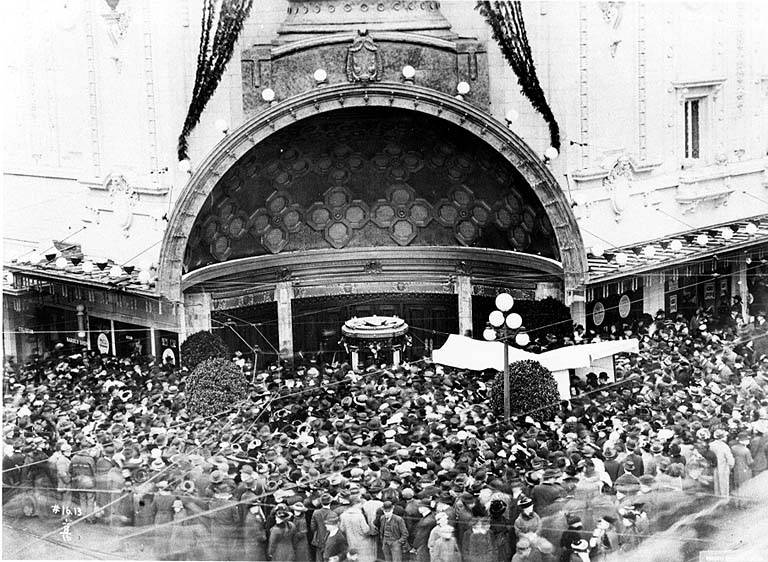
La foule devant l'entrée du Coliseum Theater vers 1916
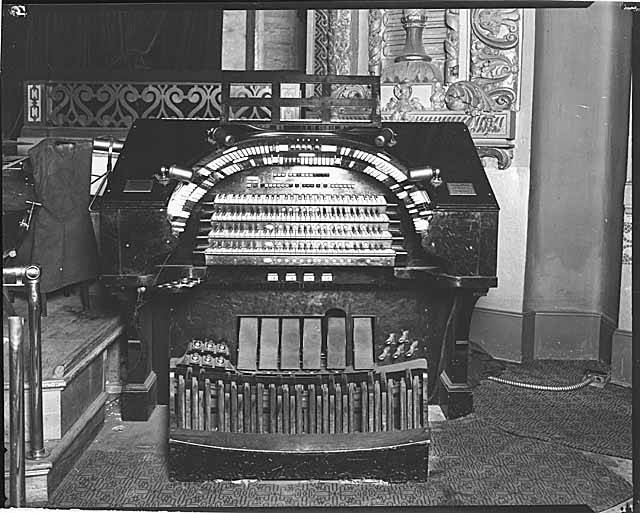
L'orgue de cinéma du Coliseum theater
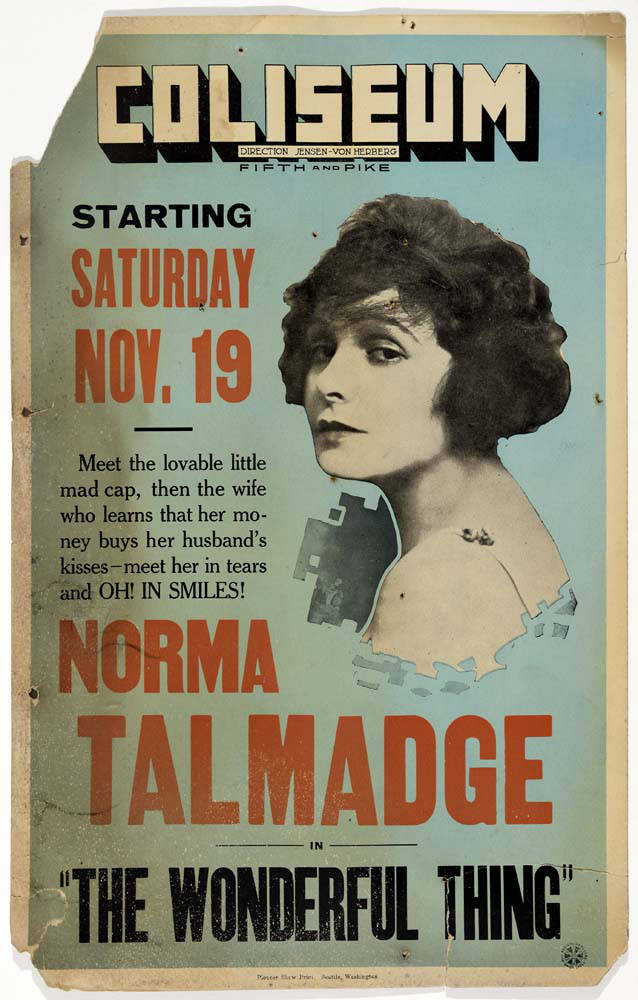
Affiche du film The Wonderful Thing projeté au Coliseum Theater